# Монашество в Византии

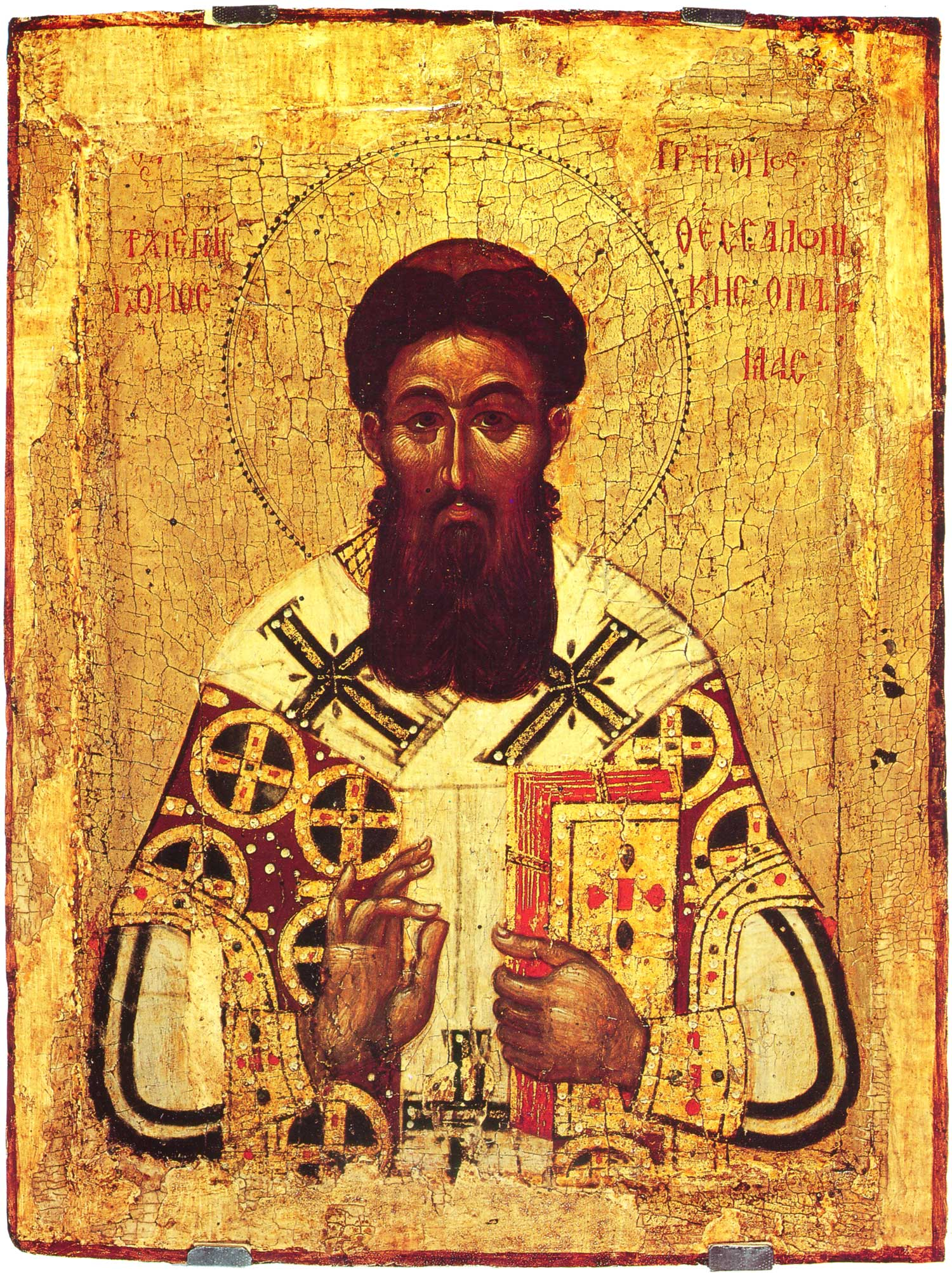
Григорий Палама, икона начала XV века. Собрание ГМИИ имени А. С. Пушкина

Монашество являлось одной из важнейших частей общества Византийской империи, оказывавшей влияние на повседневную жизнь практически каждого византийца. Христианское монашество впервые появилось на территории Римской империи в конце III века в Египте. В первой половине IV века там сложились две основные формы монашества, отшельническая и киновитная. Отшельники, следуя примеру Антония Великого, стремились достичь индивидуально спасения путём аскетизма. В монастырях, возникших в Верхнем Египте по образцу киновии Пахомия Великого, монахи проживали и работали совместно и приносили обет послушания настоятелю. Монастыри, основанные по такому принципу, состояли из сотен или даже тысяч монахов. Из Египта монашество попало в Сирию и Палестину, где получили распространение лавры, сочетающие отшельнические и общежительные черты. В Анатолии Василий Великий составил монашеские правила, которые легли в основу более поздних уставов-типиконов. Особенностью византийского монашества, по сравнению с западным, является отсутствие монашеских орденов. Вместо этого каждый монастырь имел свой типикон, следовавший правилам Василия либо производным от них документам. Предпочтение, которое Василий отдал киновитному монашеству перед отшельничеством, и осуждение крайних форм аскетизма предопределили последующую популярность городского монашества. В конце IV века был основан первый монастырь в Константинополе, после чего их число стало быстро расти. Образцом для подражания в средне- и поздневизантийский период стал столичный Студийский монастырь, монахи которого в общественном мнении были главными хранителями истинной веры в период иконоборчества в VIII—X веках.
Византийские императоры уделяли значительное внимание организации монашеской жизни. Император Юстиниан I принял законы, регулирующие не только экономическую деятельность монастырей, но и их внутреннее устройство. Благодаря пожертвованиям, совершаемых императорами и частными лицами, монастыри аккумулировали огромные земельные владения. Осознавая негативное влияние этого явления, попытки ограничения монастырского землевладения предпринимали практически все императоры, начиная с VIII века. С IX века монашество стало массовым явлением. Помимо крупнейших монастырей, пользовавшихся поддержкой императорской семьи и высшей аристократии, существовало огромное число мелких монастырей, в которых жило не более трёх монахов. В XII веке монашество стало проявлять признаки моральной деградации, ставшее следствием длительного периода материального благополучия. Падение Константинополя в 1204 году вызвало возрождение монашества, воспринимавшегося в греческих государствах как ключевой элемент византийской идентичности. С восстановлением Византийской империи в 1261 году начались новые споры об идеалах монашества и христианской духовности, кульминацией которого стало исихастское движение в XIV веке во главе с Григорием Паламой.
Важнейшей функцией монастырей являлось предоставление убежища от мира, где можно было бы вести праведную жизнь. Такое желание могло возникнуть у византийцев в любом возрасте. Помимо этого, монастыри выступали как благотворительные учреждения, оказывая помощь сиротам, старикам, больным и другим обездоленным слоям населения. В отличие от Запада, образование не входило в функции монастырей. Тем не менее их роль в интеллектуальной и культурной жизни страны была очень значительной. Крупнейшие монастыри имели скриптории и библиотеки трудов преимущественно религиозного содержания. Значительным было влияние монашества на развитие византийского богословия.

### Возникновение и первоначальное распространение

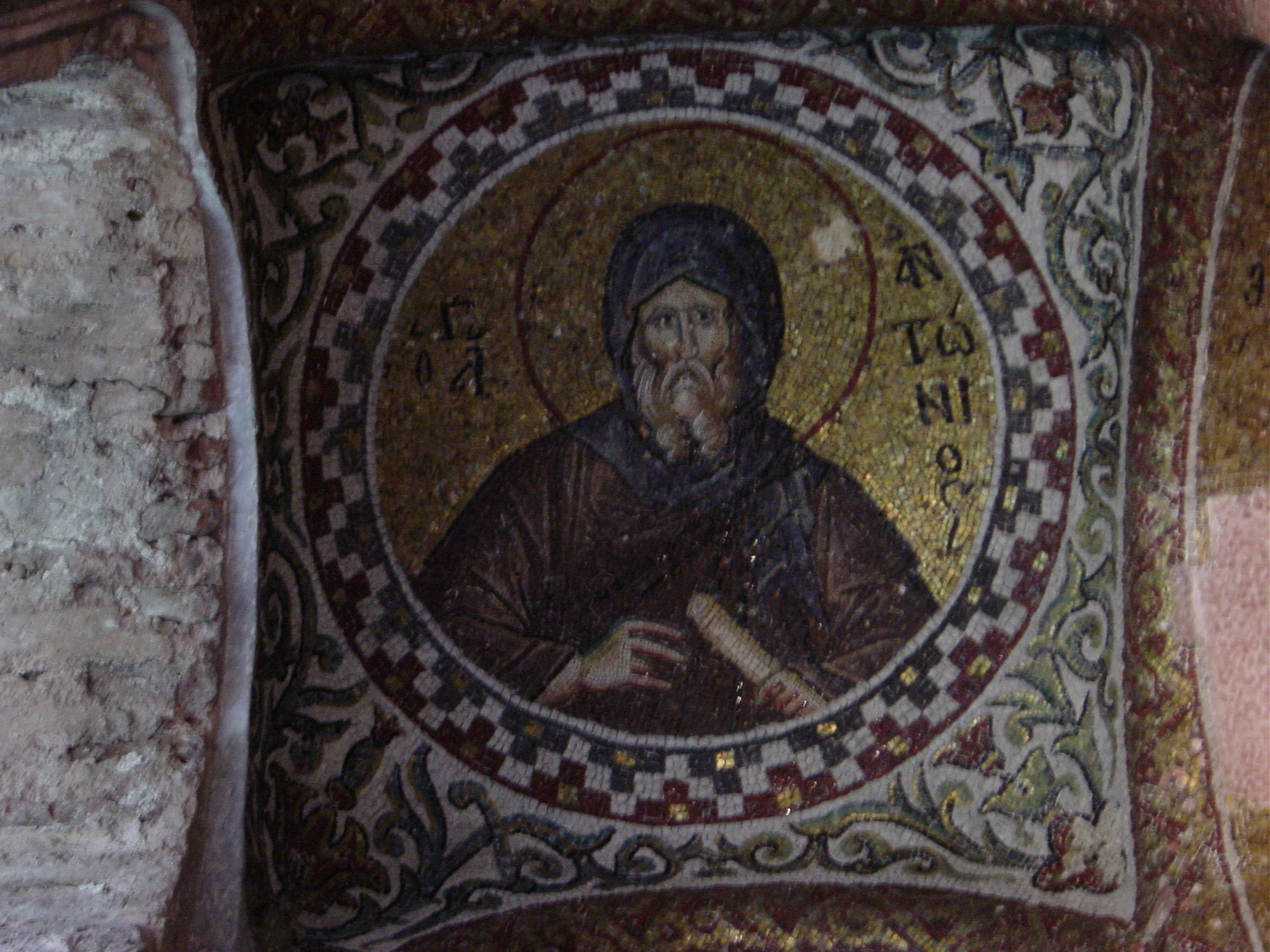
Мозаика с изображением Антония Великого в монастыре Паммакаристы, начало XIV века,
Константинополь.

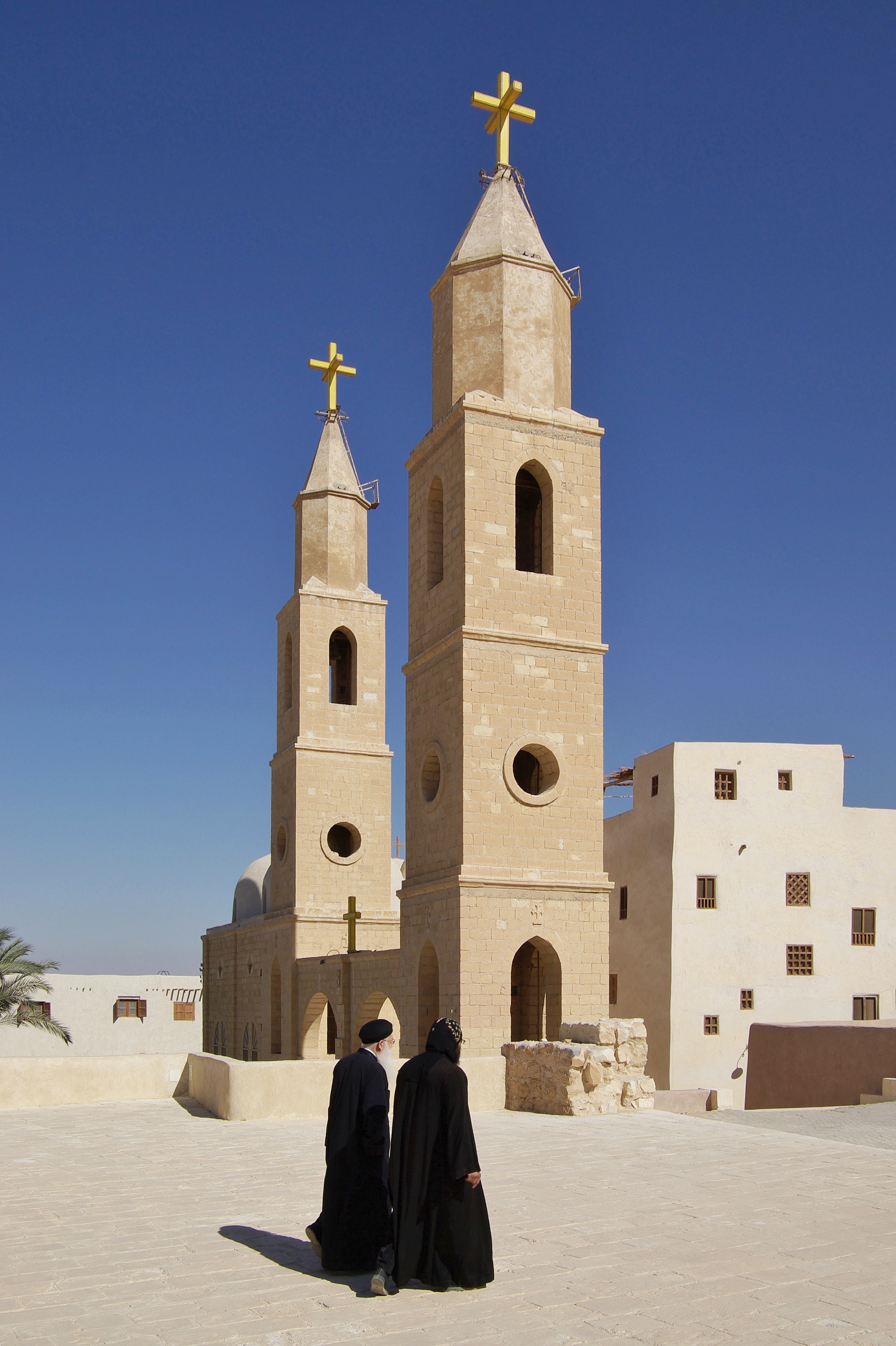
Монастырь Святого Антония в Аравийской пустыне Египта считается старейшим монастырём в мире.

### Монашество в V—VI веках

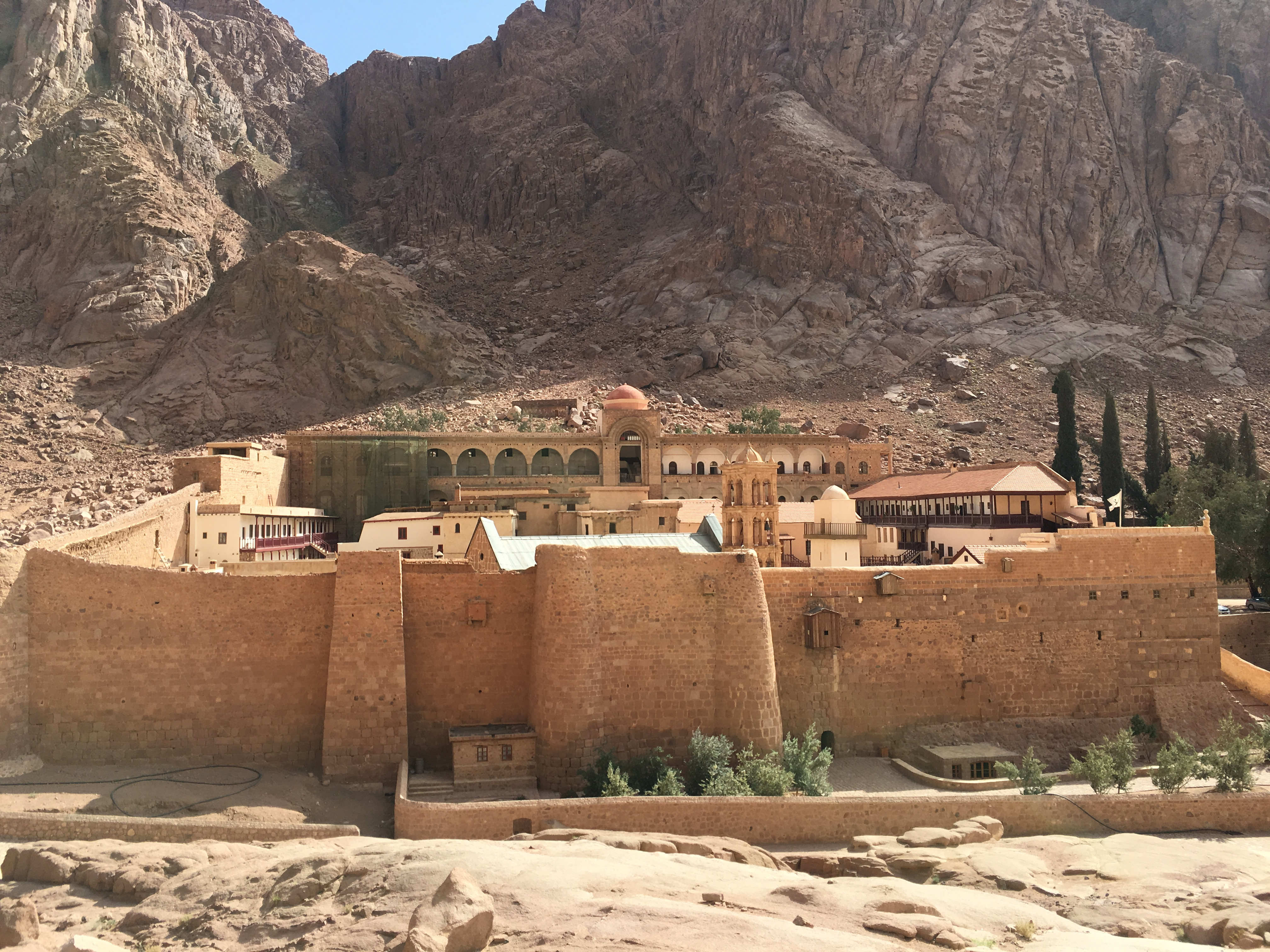
Монастырь Святой Екатерины на Синае был одним из частых получателей милостей Юстиниана I.

### Иконоборчество и студийская реформа. VIII—X века

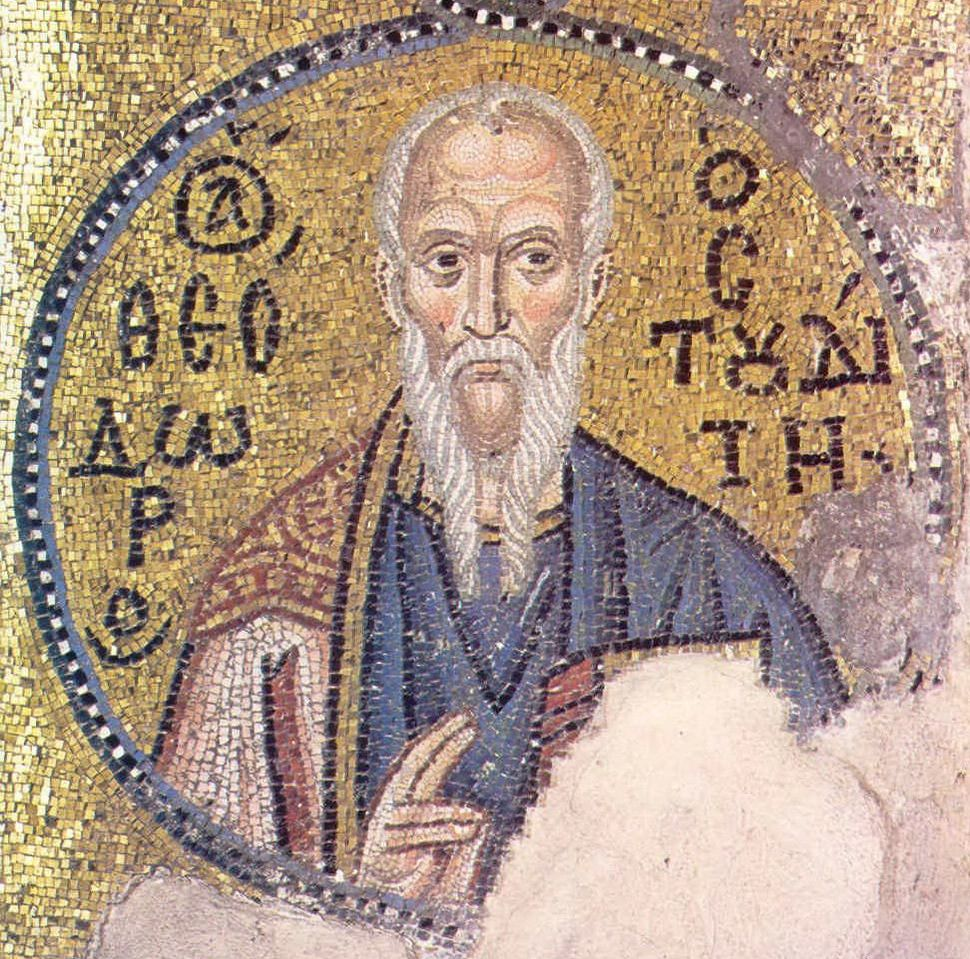
Для Феодора Студита монашество было синонимом христианства: «Спрашивать: откуда предано отрекаться от мира и делаться монахом, есть не что иное, как спрашивать: откуда предано делаться кому-либо христианином? Кто установил первое по апостольскому преданию, тот установил и второе, изложив шесть таинств: первое — о просвещении, второе — о собрании или причащении, третье — об освящении мира, четвёртое — о священнических посвящениях, пятое — о монашеском совершенстве, шестое — о свято скончавшихся». Мозаика XI века, монастырь Неа Мони, Хиос.